# Nynorsk

Mapa de las formas oficiales de idiomas de los municipios noruegos. El rojo es bokmål, el azul es nynorsk y gris representa las zonas neutras.

El nynorsk (literalmente «nuevo noruego») es uno de los dos estándares oficiales del idioma noruego escrito, siendo el bokmål (literalmente «idioma de libro») el otro estándar.
El 27 % de los municipios de Noruega han declarado el nynorsk como forma oficial del idioma, aunque solo representan el 12 % de la población. Es la variante mayoritaria en los condados de Rogaland, Hordaland, Sogn og Fjordane y Møre og Romsdal, que juntos forman la región de Vestlandet.
Este estándar fue creado por Ivar Aasen en el siglo XIX como alternativa noruega al danés, la lengua en que está basado el bokmål. El nynorsk, por el contrario, es una mezcla de diferentes variantes dialectales noruegas.

## Trabajo de Ivar Aasen
El primer estudio sistemático de la lengua noruega fue realizado por Ivar Aasen a mediados del siglo XIX. Durante los años 1840, Aasen viajó por todo el país y estudió sus dialectos. En 1848 y 1850 publicó la primera gramática y el primer diccionario del idioma noruego, respectivamente. Nuevas versiones detallando la lengua escrita estándar fueron publicadas en 1864 y 1873.
El trabajo de Aasen está basado en la idea de que los dialectos tienen una estructura común que los hace una lengua separada del danés y del sueco. El punto central, por lo tanto, fue encontrar y mostrar las similitudes estructurales entre los dialectos. Para abstraer esta estructura de la variedad de dialectos, él desarrolló un criterio básico, al cual llamó «la forma más perfecta». Definió esta forma como la que mejor muestra la conexión de palabras relacionadas, con palabras similares y con las formas del nórdico antiguo. Ningún dialecto posee todas las formas perfectas, cada uno ha preservado diferentes aspectos y partes del idioma. A través de este enfoque sistemático pretendía llegar a la unificación de expresión de todos los dialectos noruegos, al cual Aasen llamó «dialecto fundamental» y Einar Haugen «proto-noruego».
La idea de que el estudio finalizaría en una nueva lengua escrita marcó su trabajo desde el principio. Una idea fundamental para Aasen era que el dialecto fundamental podría ser el noruego moderno, no el nórdico antiguo. Por lo tanto, no incluyó categorías gramaticales ya extintas en los dialectos. Al mismo tiempo, las categorías que fueron heredadas del idioma antiguo y que todavía estaban presentes en algunos dialectos, podrían ser representadas en la lengua escrita estándar. Haugen utilizó la palabra reconstrucción más que construcción en este trabajo.

## Controversia
Desde el principio el nynorsk ha encontrado resistencia. Con el advenimiento y crecimiento de los medios comunicación de masas, la exposición a los estándares se ha incrementado. La posición dominante del bokmål ha venido a definir lo que comúnmente se considera «normal». 
Algunos personajes públicos han expresado abiertamente sus opiniones críticas con el nynorsk. Por ejemplo, durante las elecciones de 2005, la Juventud Conservadora Noruega hizo un anuncio que incluyó la quema de un diccionario de nynorsk. Después de fuertes reacciones contra las escenas, la organización escogió no mostrarlo.